# 罗策群

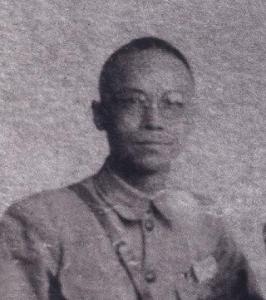
国民革命军陆军第66军159师副师长罗策群。

罗策群（1893年—1937年）广东兴宁人，抗日殉国将领。保定軍校六期工科畢業，抗戰開始時為第六十六軍一五九師四七五旅旅長。抗戰開始後廣東調第六十六、八十三軍開赴淞滬前線，一五九師曾在上海擊敗日軍久留米師團，羅因功昇作少將副師長。南京保衛戰中代理師長。後從南京突圍，一五九師為前鋒。於紫金山遇敵，罗策群高呼「丟那媽，幾大就幾大，唔好做衰仔」，然後親率部眾衝鋒，中彈殉國。2014年9月1日，罗策群被列入中华人民共和国民政部公布的第一批300名著名抗日英烈和英雄群体名录。